# Jacqueline Gruner
Pour les articles homonymes, voir Gruner.
Jacqueline Mathilde Gruner (née le 7 novembre 1907 à Montceau-les-Mines et morte le 22 février 1945 à Ravensbrück) est une résistante française, auteure de livres pour enfants, journaliste, sous le nom de Nanine Gruner et Maryse Willm.

## Biographie

### Famille
Le père de Jacqueline Gruner, ingénieur des Mines, installe sa famille à Paris quand elle a deux ans. Jacqueline Gruner est la nièce du pasteur Marc Boegner.

### Vie professionnelle
Jacqueline Gruner devient la secrétaire de l'avocate Lucile Tinayre.
Après un voyage au Canada, elle écrit également dans les années 1930, sous le nom de Maryse Willm et de Nanine Gruner, des articles journalistiques pour le magazine destiné aux jeunes filles La Semaine de Suzette, Le Petit Parisien ou Le Figaro ainsi que des romans et des contes, des romans-feuilletons pour la jeunesse.

### Résistante
Jacqueline Gruner est membre de la Résistance intérieure française sous le nom de Juliette. Elle devient la secrétaire d'Alain de Camaret, un adjoint du général Pierre de Bénouville ; ce dernier est un ami d'enfance de Jacqueline Gruner. Elle est arrêtée par la Gestapo le 25 mars 1944 dans son appartement à Paris avec Claude Bourdet, où il avait rendez-vous avec le général Pierre de Bénouville. Son père et sa sœur sont arrêtés en même temps. Elle est déportée dans le convoi des 57000 au camp de concentration de Ravensbrück le 15 août 1944. Elle y meurt en février 1945 en raison des conditions de détention et un corps affaibli par des travaux forcés et la dysenterie.

## Décoration
Médaille de la Résistance française à titre posthume (JO du 11 juillet 1946).

## Œuvre
- Isabelle et la porte jaune, 1937 : Prix Jeunesse, second prix[11].
- La maison de l'Indienne, 1944.
- Aventures de Gros-Bébé, 1945.
- L'Énigme du Trèfle, 1945.
- avec Anne Dujardin et Jean Sinaire, L'Ours Pafu raconte, dix contes, 1946.